# Régions statistiques de Serbie

Les régions statistiques de Serbie

La Serbie est divisée en cinq régions statistiques (en serbe cyrillique : Статистички региони Србије ; en serbe latin : Statistički regioni Srbije) ; ces cinq régions sont classées au niveau 2 (NUTS2) selon la Nomenclature d'unités territoriales statistiques (NUTS) définie par l'Union européenne ; elles sont elles-mêmes regroupées au sein de deux régions de niveau 1 (NUTS1) : Serbie - Nord et Serbie - Sud.

## Historique
En 2009, l'Assemblée nationale de la Serbie a adopté la « loi sur le développement régional » (Zakon o regionalnom razvoju), établissant sept régions statistiques. La loi a été modifiée le 7 avril 2010 et le nombre de régions réduit à cinq, la région de Serbie de l'est fusionnant avec la région de Serbie du sud et la Šumadija fusionnant avec la Serbie de l'ouest.

## Liste des régions statistiques
Les régions statistiques et leurs codes NUTS sont les suivants :
- RS : Serbie
  - RS1 : Serbie - Nord
    - RS11 : Belgrade
    - RS12 : Voïvodine

  - RS2 : Serbie - Sud
    - RS21 : Šumadija et Serbie de l'ouest
    - RS22 : Serbie du sud et de l'est
    - RS23 : Kosovo-et-Métochie

## Superficie et population
Les régions statistiques ont servi de base au recensement de 2011 en Serbie.
| Régions NUTS1              | Superficie | Population en 2002 | Population en 2011 |
| -------------------------- | ---------- | ------------------ | ------------------ |
| Serbie - Nord Srbija Sever |            | 3 608 116          | 3 556 010          |
| Serbie - Sud Srbija Jug    |            | 3 889 885          | 3 564 656          |

| Régions NUTS2                                                  | Superficie | Population en 2002 | Population en 2011 |
| -------------------------------------------------------------- | ---------- | ------------------ | ------------------ |
| Belgrade Beogradski region                                     |            | 1 576 124          | 1 639 121          |
| Voïvodine Region Vojvodine                                     |            | 2 031 992          | 1 916 889          |
| Šumadija et Serbie de l'ouest Region Šumadije i Zapadne Srbije |            | 2 136 881          | 2 013 388          |
| Serbie du sud et de l'est Region Južne i Istočne Srbije        |            | 1 753 004          | 1 551 268          |
| Kosovo-et-Métochie Region Kosovo i Metohija                    |            |                    |                    |